# 9/nov/2001
9/nov/2001 è il settimo album in studio del cantautore italiano Biagio Antonacci, pubblicato il 9 novembre 2001 dall'Universal.

## Descrizione
L'album viene pubblicato il giorno del compleanno del cantautore. Completamente scritto dal solo Antonacci e prodotto da Biagio con Stefano De Maio, l'album è stato lanciato dal singolo Ritorno ad amare (che ha raggiunto la prima posizione in radio), seguito da Che differenza c'è e Solo due parole. Contrariamente all'album che lo precede, 9 novembre 2001 ha un aspetto più intimista ed è caratterizzato da melodie più soffuse e malinconiche e da testi che analizzano il mondo maschile e quello femminile nella realtà quotidiana. Il cantautore sembra volersi soffermare in particolar modo sul loro approccio all'amore nelle varie fasi e in vari momenti d'intimità e del rapporto di coppia.
La settimana successiva in Italia debutta in classifica in terza posizione e rimane in Top 20 per 19 settimane consecutive. Nella classifica diramata il 31 gennaio 2002 arriva fino alla seconda posizione e nella classifica all-time degli album italiani più venduti si piazza al 113º posto. A causa delle sonorità meno grintose il disco non riesce a bissare il successo di pubblico del lavoro precedente, ma vince tuttavia il Premio Lunezia per il suo valore Musical-Letterario.

## Tracce
1. Angela – 3:43
2. Ritorno ad amare – 3:59
3. Solo due parole – 4:30
4. Che differenza c'è – 3:51
5. Come se fossi un'isola – 4:01
6. Non tentarmi – 4:00
7. Sarebbe bello – 3:56
8. Ti ricordi perché – 4:04
9. Se tornerai – 3:40
10. Volevo solo dirti che – 4:15
11. Io ho te – 4:16

## Formazione
- Biagio Antonacci – voce e pianoforte
- Mattia Bigi, Alfredo Cappelli – basso
- Gabriele Fersini – chitarra acustica ed elettrica
- Alessandro Magri – Fender Rhodes, pianoforte e tastiera
- Fabrizio Morganti, Cristiano Dalla Pellegrina, Arcangelo Cavazzuti – batteria
- Saverio Lanza – tastiera, pianoforte e basso
- Lorenzo Borneo – violino

## Classifiche

### Classifiche settimanali
| Classifica (2001) | Posizione massima |
| ----------------- | ----------------- |
| Europa            | 37                |
| Italia            | 2                 |
| Svizzera          | 48                |

### Classifiche di fine anno
| Classifica (2001) | Posizione |
| ----------------- | --------- |
| Italia            | 25        |
| Classifica (2002) | Posizione |
| Italia            | 22        |